# Mesothen perflava
Mesothen perflava là một loài bướm đêm thuộc phân họ Arctiinae, họ Erebidae.